# Центральное кладбище (Вена)
Венское центральное кладбище (нем. Wiener Zentralfriedhof) — кладбище в венском районе Зиммеринг. Открыто в 1874 году и имеет площадь почти 2,5 км² и около трёх миллионов могил, что делает его одним из крупнейших кладбищ в Европе.

## Расположение и транспорт

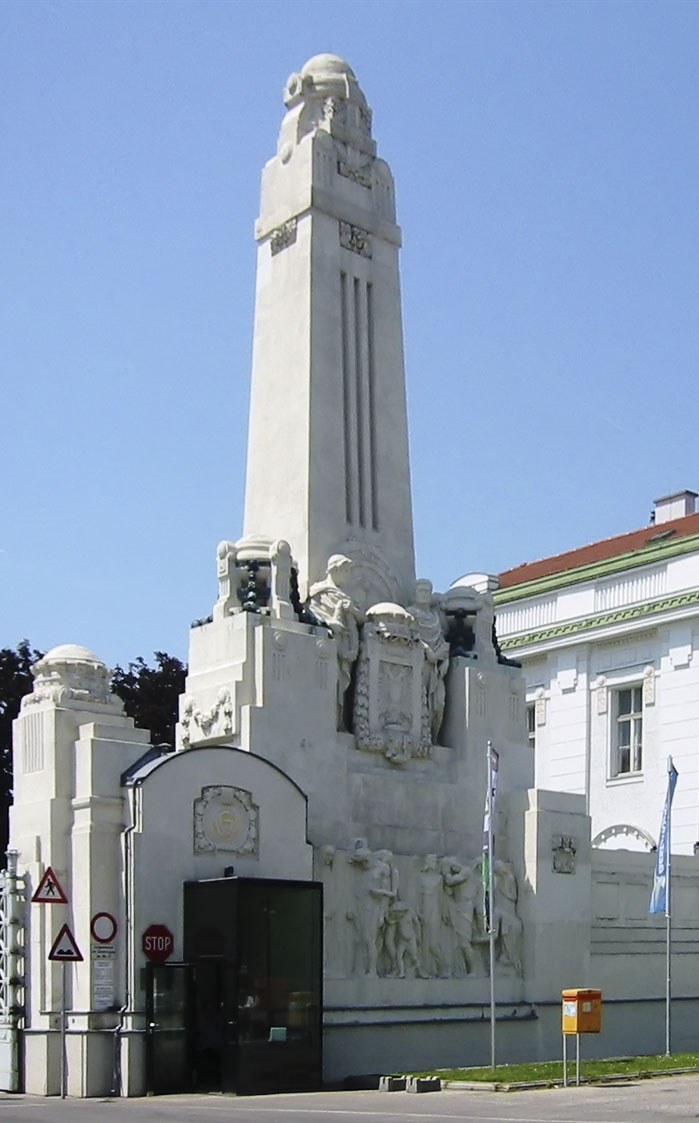
Главный вход («Вторые ворота»)

Расположение кладбища не соответствует его названию. Оно находится в южной части города, в районе Зиммеринг, который еще застраивается, а первоначально вообще находился за городской чертой.
Оно остаётся крупнейшим кладбищем в Вене и продолжает играть центральную роль, так как затраты на погребение здесь значительно ниже, чем на других кладбищах.
Зиммерлингская главная улица, важная магистраль района, ведёт прямо к Центральному кладбищу и тем самым вносит существенный вклад в его доступность.
Хотя кладбище расположено между интенсивными улицами и скоростной железной дорогой, оно остается единственным сооружением и обширной территорией, которая не тронута существенным транспортным шумом. Единственное, что наносит вред кладбищенскому покою — это воздушный коридор, расположенный над Центральным кладбищем, который ведёт к расположенному в юго-восточной Вене Венскому международному аэропорту.

### Транспорт на кладбище
Центральное кладбище из-за своего размера имеет большие по протяжённости дороги. По всем основным из них ежедневно осуществляется автомобильное сообщение. Максимальная разрешённая скорость здесь составляет 20 км/ч, что предусмотрено правилами уличного движения. Только 1 ноября (Собор всех святых) въезд не возможен, так как в этот день существует большой риск крупного транспортного затора. Лица имеющие свидетельство об инвалидности имеют право (начиная с 2001 года) организованно приезжать на праздник.
Для доставки людей, не имеющих собственного автомобиля, на кладбище с 1971 года используется специальный автобус. Он ежедневно каждые полчаса повторяет свой маршрут по кольцевой дороге, проходящей через большую часть кладбища, и только на праздник всех святых он не курсирует.
Ежегодно около 60 тысяч приезжих пользуются транспортом, который предоставляет частное автобусное предприятие Dr. Richard. Начиная со 2 ноября 2004 года, предприятие получает дотации от города Вены от 34 тысяч евро в год, с тех пор как оно вступило в транспортную организацию Восточный регион (нем. Verkehrsverbund Ost-Region (VOR)). Для проезда посетителю нужно приобрести проездной билет VOR, кроме того можно оплатить на месте.
Транспортная линия кладбища изначально называлась 11 линия (нем. Linie 11), но с введением поезда, для избежания путаницы в названиях с VOR-Linie 11, кольцевая дорога кладбища была переименована в 106 линию (нем. Linie 106).

### Трамвай № 71

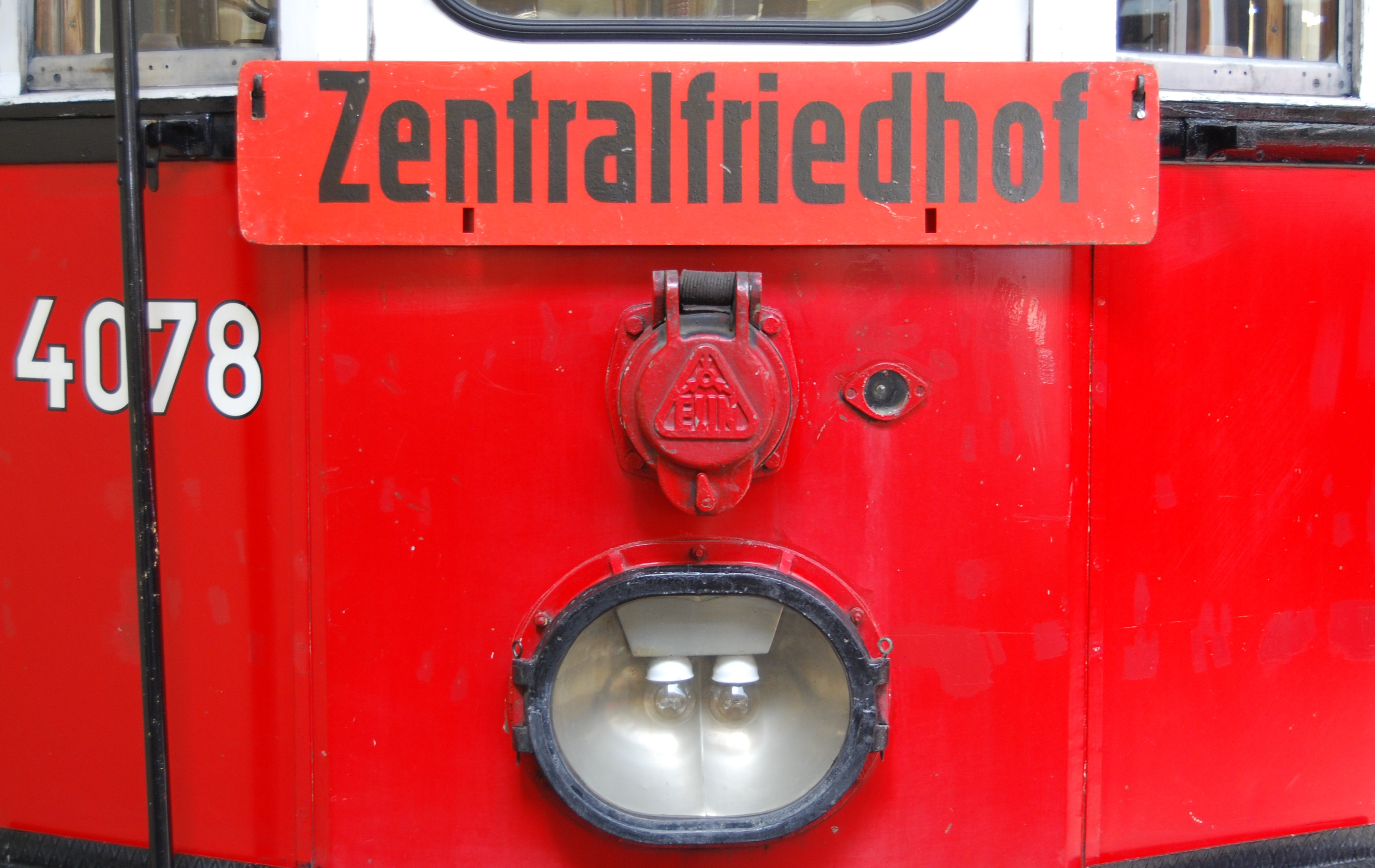
Старый 71 трамвай

Ко входу в Центральное кладбище от площади Шварценбергплац курсирует традиционный трамвай № 71 (нем. Straßenbahnlinie 71). Он составляет неотъемлемую часть многочисленных анекдотов или песен о последнем пути жителей Вены. Так, на похоронах можно услышать обиходное: «Он сел на 71-й» (нем. Er hat den 71er genommen).
В 1901 году ведущая к Центральному кладбищу «Зиммерлингская лошадиная дорога» заменена на электрический трамвай, который с 1907 года имеет номер линии «71». В 1918 году впервые линия 71-го отделилась от уличной дороги. В это время часто ходил ночной транспорт с трупами для захоронения на Центральное кладбище, погибших от испанки, и из-за их большого числа лошадей часто не хватало. В 1942 Венский трамвай приобрел более 3 собственных машин для транспортировки трупов. После окончания войны от этого вида транспортировки умерших окончательно отказались.
Сегодня 71-й так же часто используется для передвижения, так как служит прямым подъездным путём к Центральному кладбищу. Поблизости заднего входа на кладбище находится станция венского S-Bahn’а, которая называется Wien Zentralfriedhof, линия S7. Посетители кладбища ею пользуются сравнительно редко. Линия U3 венского метрополитена оканчивается почти в 2 км от кладбища (продление ранее не планировалось), этот «последний метр» восполняет 71-й вместе с трамвайным маршрутом № 6, который доезжает с 2000 года до третьих ворот. К празднику всех святых, когда 300 тысяч посетителей начинают штурмовать Центральное кладбище, интервалы движения на 71 линии сильно сокращаются. В этот день сообщение, вплоть до открытия станции метро Зиммерлинг в 2000 году, называлось 35 линией праздника всех святых (нем. Allerheiligen-Linie 35).

## Президентский склеп и государственные погребения
В церкви св. Карла Борромео находится президентский склеп, где, начиная с 1951 года, с почестями хоронят австрийских президентов Второй республики. По состоянию на июнь 2007 года здесь захоронены:
| Имя                | Годы жизни | Годы пребывания в должности |
| ------------------ | ---------- | --------------------------- |
| Карл Реннер        | 1870-1950  | 1945-1950                   |
| Теодор Кёрнер      | 1873-1957  | 1951-1957                   |
| Адольф Шерф        | 1890-1965  | 1957-1965                   |
| Франц Йонас        | 1899-1974  | 1965-1974                   |
| Рудольф Кирхшлегер | 1915-2000  | 1974-1986                   |
| Томас Клестиль     | 1932-2004  | 1992-2004                   |
| Курт Вальдхайм     | 1918-2007  | 1986-1992                   |

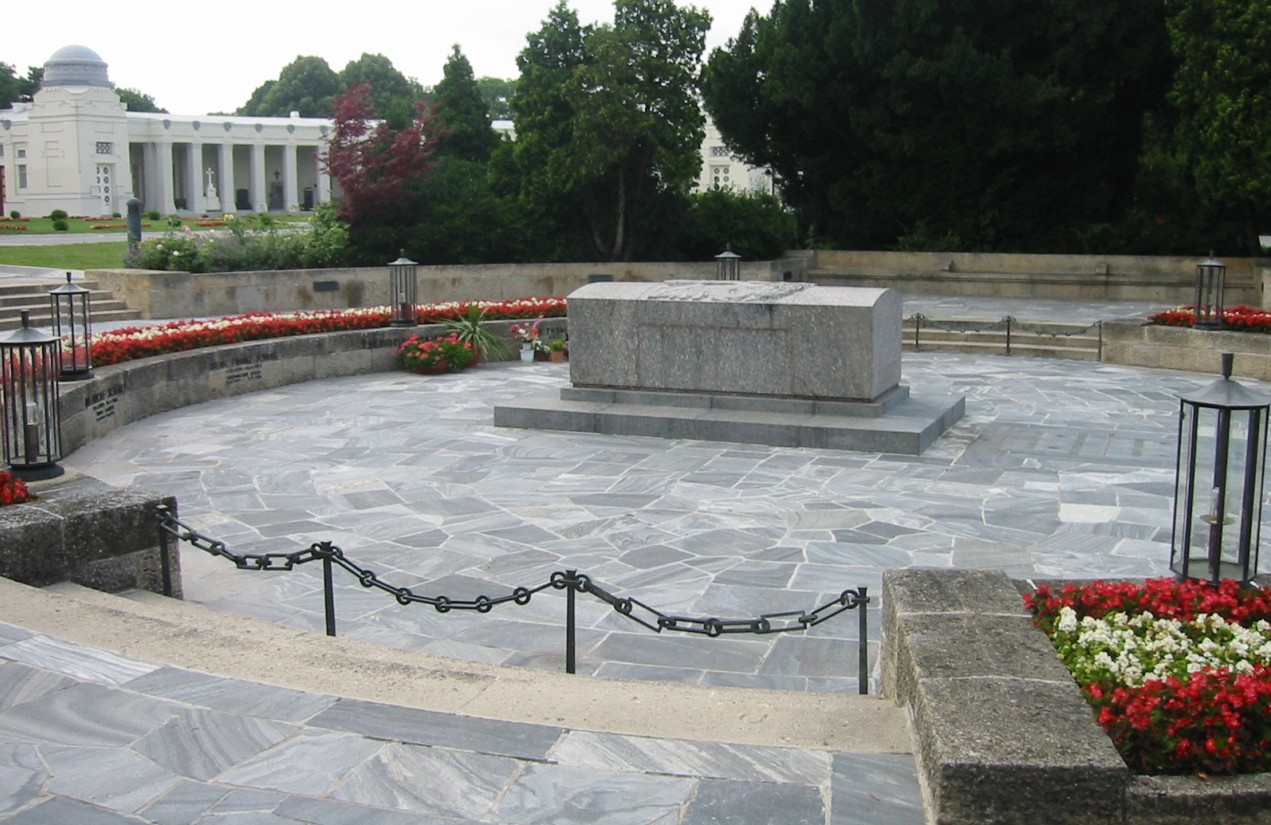
Президентская могила

Очень низкое строение склепа, сооружённого в 1951 году, не даёт ему роскошного внешнего вида, что обосновано тем, что заданный архитектором размер склепа не должен портить вид церкви св. Карла. Склеп сохранял первоначальный облик только до 1950 года, когда умер Карл Реннер, то был сооружён каменный саркофаг с его именем в центре. Имена же остальных президентов добавляли на памятную доску. Супруги президентов так же могут быть захоронены в склепе, но для это требуется согласие президентской канцелярии. Здесь были захоронены Хильда Шерф (ум. 1956), Алоизия Реннер (ум. 1963), Маргарита Йонас (ум. 1976) и Херма Кирхшлегер (ум. 2009); президент Кёрнер не был женат.
Государственные погребения организуются и оплачиваются Австрийской Республикой и предусмотрены для президентов, канцлеров, а также президентов национального совета. Есть случаи, когда выделялось место для персон, до смерти занимавших так же некоторые должности.
До сих пор государственную могилу получили президенты Карл Реннер, Теодор Кёрнер, Адольф Шерф, Франц Йонас и Томас Клестиль. Рудольф Кирхшлегер и Курт Вальдхайм получили государственную могилу, и, кроме того, согласно завещанию, было так же публичное установление гроба для прощания в Хофбурге.
Так же государственные могилы получили канцлеры Леопольд Фигль, Юлиус Рааб, Альфонс Горбах, Бруно Крайский и Фред Зиновац. Йозеф Клаус напротив в завещании указал, чтобы его похоронили в узком семейном кругу.
Последний президент времен национал-социалистического периода, Вильгельм Миклас, умерший в 1956 году, был похоронен на Дёблингском кладбище.

## Почётные и почётные посвящённые могилы

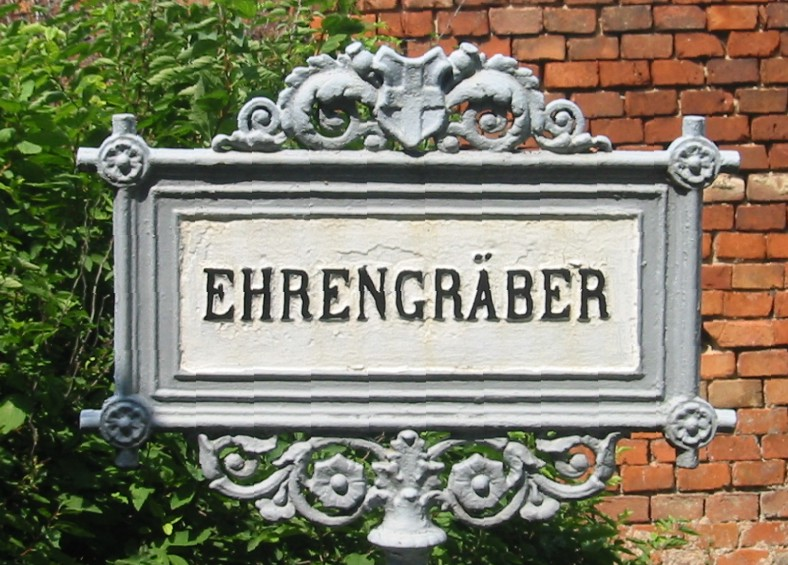
Почётные могилы на Центральном кладбище

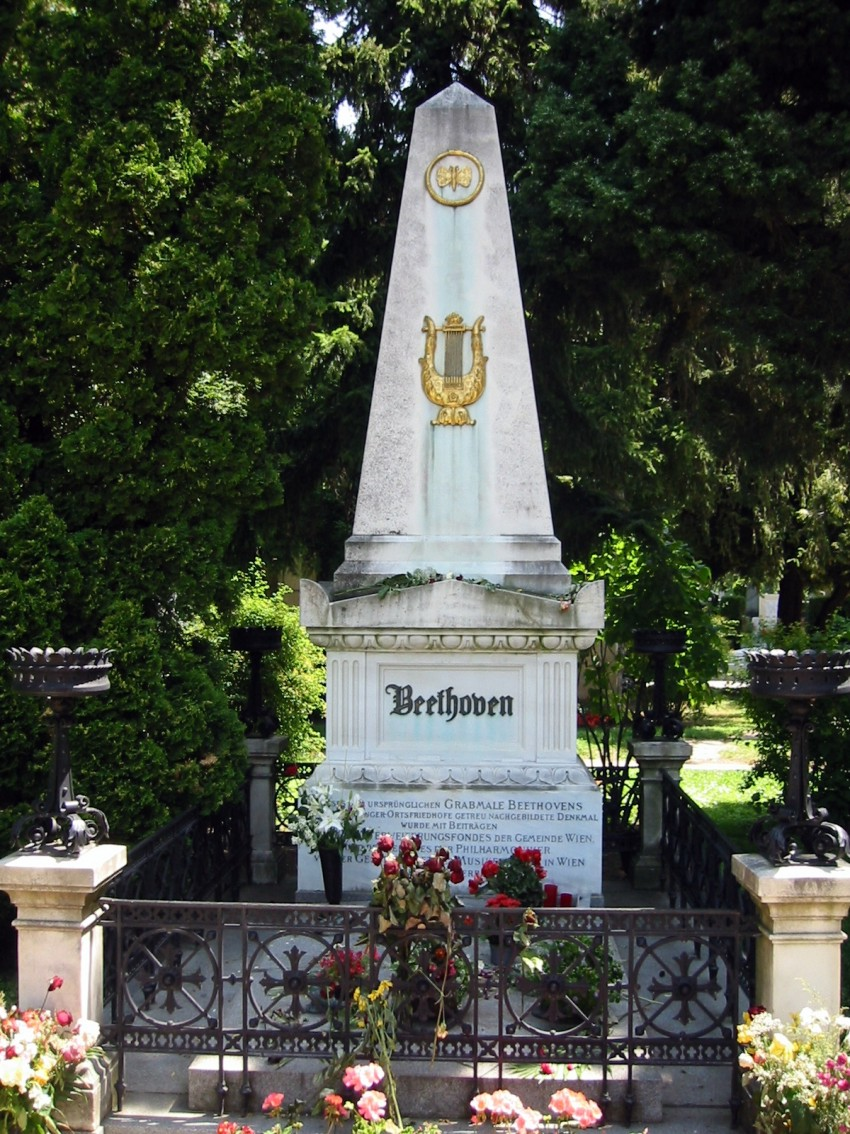
Людвиг ван Бетховен

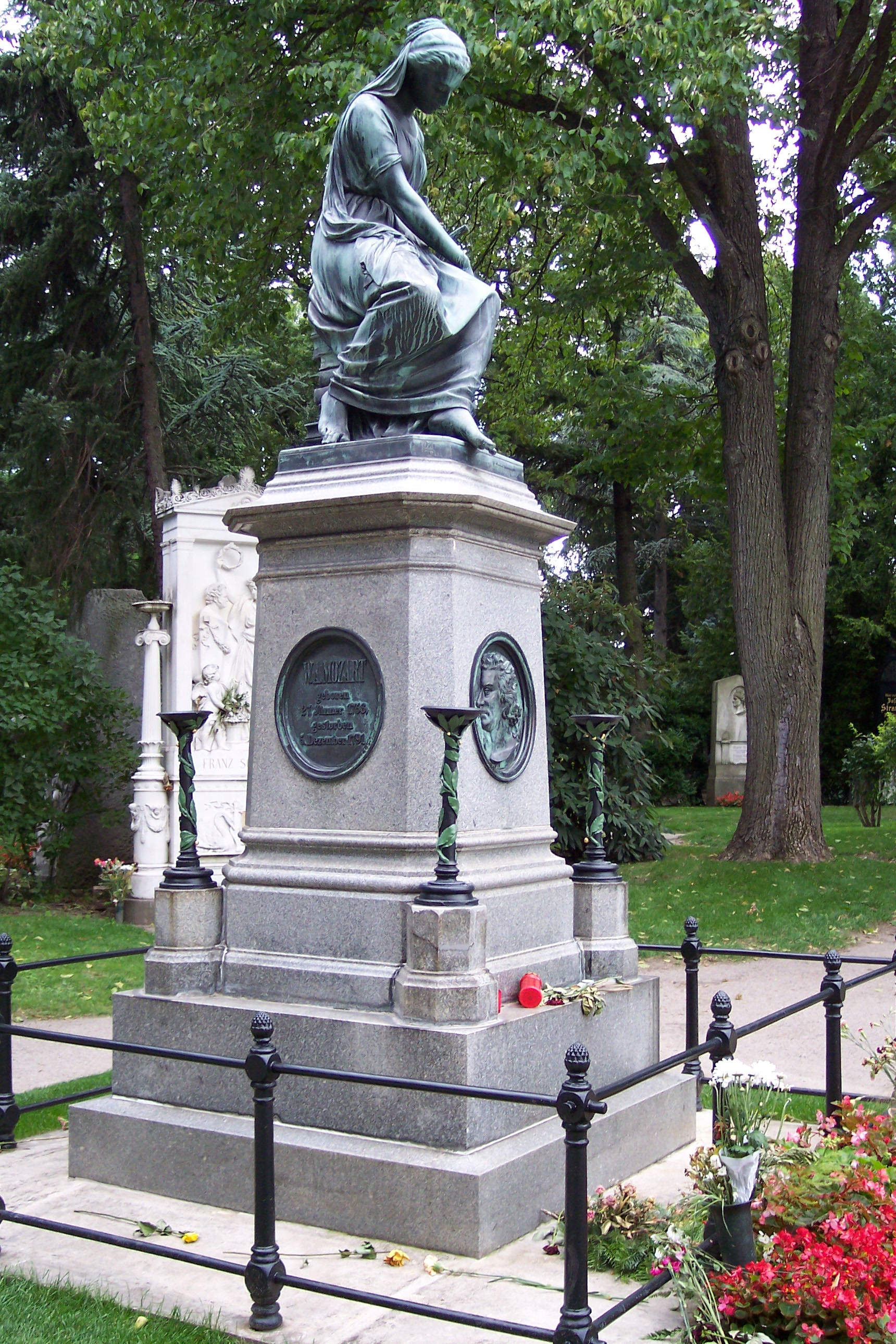
Надгробный памятник В. А. Моцарта

В 1885 году, с первыми захоронениями на этом месте, увеличивалась привлекательность кладбища для погребения знаменитых умерших. Сегодня одним из чаще всего посещаемых туристами памятников является надгробие Вольфганга Моцарта, хотя это всего лишь памятник, так как захоронен Моцарт был на кладбище Святого Марка. В настоящий момент на Центральном кладбище более 350 почётных могил и более 600 почётных посвящённых могил.

### Почётные могилы (некоторые)
| Имя                     | Годы жизни | Род деятельности                           |
| ----------------------- | ---------- | ------------------------------------------ |
| Людвиг Анценгрубер      | 1839-1889  | Писатель                                   |
| Генрих Берте            | 1858-1924  | Композитор                                 |
| Людвиг ван Бетховен     | 1770-1827  | Композитор                                 |
| Юлиус Биттер            | 1874-1936  | Композитор                                 |
| Людвиг Больцман         | 1844-1906  | Математик и физик                          |
| Иоганнес Брамс          | 1833-1897  | Композитор                                 |
| Леопольд Фигль          | 1902-1965  | Политик                                    |
| Кристоф Виллибальд Глюк | 1714-1787  | Композитор                                 |
| Генрих Гольпейн         | 1814-1888  | Художник                                   |
| Теофил Эдвард Хансен    | 1813-1891  | Архитектор (построил Рингштрассе)          |
| Карл фон Газенауер      | 1833-1894  | Архитектор                                 |
| Йозеф Хоффман           | 1870-1956  | Архитектор и дизайнер                      |
| Курд Юргенс             | 1915-1982  | Актёр                                      |
| Бруно Крайский          | 1911-1990  | Политик                                    |
| Дьёрдь Лигети           | 1923-2006  | Композитор                                 |
| Адольф Лоос             | 1870-1933  | Архитектор                                 |
| Иоганн Нестрой          | 1801-1862  | Писатель и драматург                       |
| Эдуард ван дер Нюлль    | 1812-1868  | Архитектор (Венская государственная опера) |
| Юлиус Рааб              | 1891-1964  | Политик                                    |
| Антонио Сальери         | 1750-1825  | Композитор                                 |
| Фридрих фон Шмидт       | 1825-1891  | Архитектор (Венская ратуша)                |
| Арнольд Шёнберг         | 1874-1951  | Композитор, основатель Додекафонии         |
| Франц Шуберт            | 1797-1828  | Композитор                                 |
| Роберт Штольц           | 1880-1975  | Композитор                                 |
| Иоганн Штраус (отец)    | 1804-1849  | Композитор                                 |
| Иоганн Штраус (сын)     | 1825-1899  | Композитор                                 |
| Франц фон Зуппе         | 1819-1895  | Композитор                                 |
| Франц Верфель           | 1890-1945  | Писатель                                   |
| Хуго Вольф              | 1860-1903  | Композитор                                 |
| Мария Эйс               | 1896-1954  | Актриса театра и кино                      |
| Фриц Вотруба            | 1907-1975  | Скульптор                                  |
| Кристиан Грипенкерль    | 1839-1912  | Художник                                   |
| Джо Завинул             | 1932-2007  | Джазовый клавишник и композитор            |

### Почётные посвященные могилы (некоторые)
| Имя                     | Годы жизни | Род деятельности                           |
| ----------------------- | ---------- | ------------------------------------------ |
| Виктор Адлер            | 1852-1918  | Политик                                    |
| Жан Амери               | 1912-1978  | Писатель                                   |
| Falco (Йоханн Хёльцель) | 1957-1998  | Музыкант                                   |
| Александр Жирарди       | 1850-1918  | Актер                                      |
| Людвиг Кёхель           | 1800-1877  | Музыковед, автор каталога Кёхеля           |
| Карл Краус              | 1874-1936  | Писатель                                   |
| Йозеф Крихубер          | 1800-1876  | Художник и литограф                        |
| Карл Кундман            | 1838-1919  | Скульптор                                  |
| Карл Люгер              | 1844-1910  | Политик                                    |
| Фридрих Оман            | 1858-1927  | Архитектор                                 |
| Карл Зейц               | 1869-1950  | Политик                                    |
| Маттиас Синделар        | 1903-1939  | Футболист, капитан австрийской «Вундертим» |
| Карл Целлер             | 1842-1898  | Композитор                                 |

## Галерея

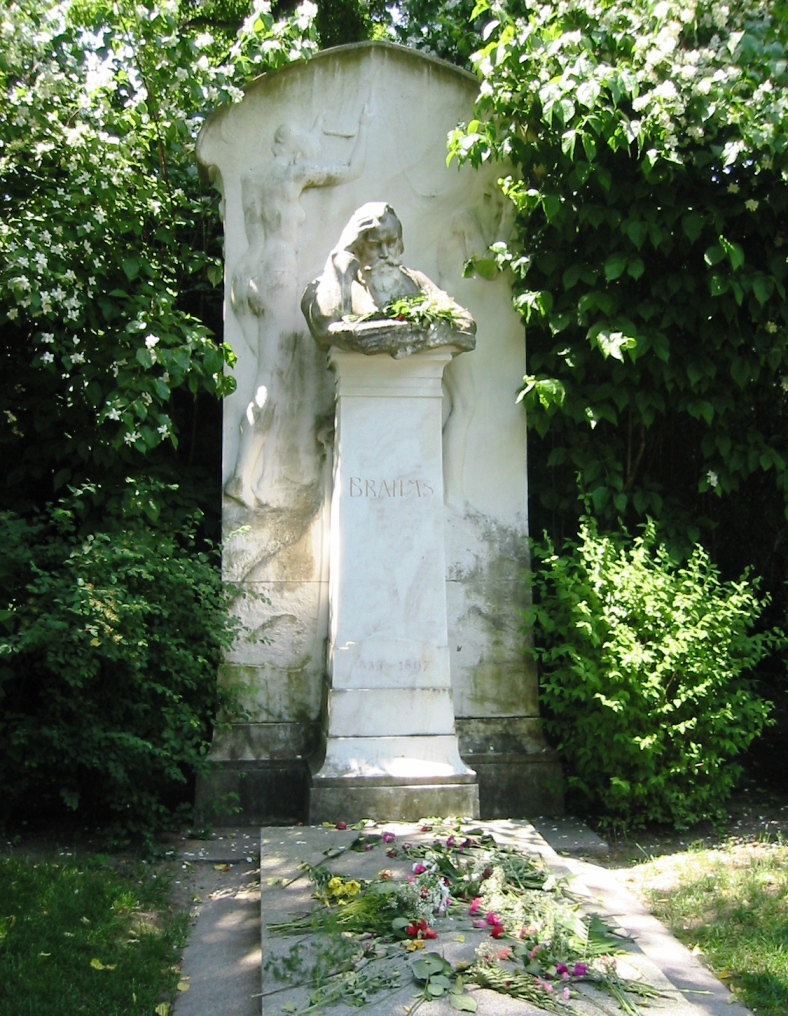
Иоганнес Брамс
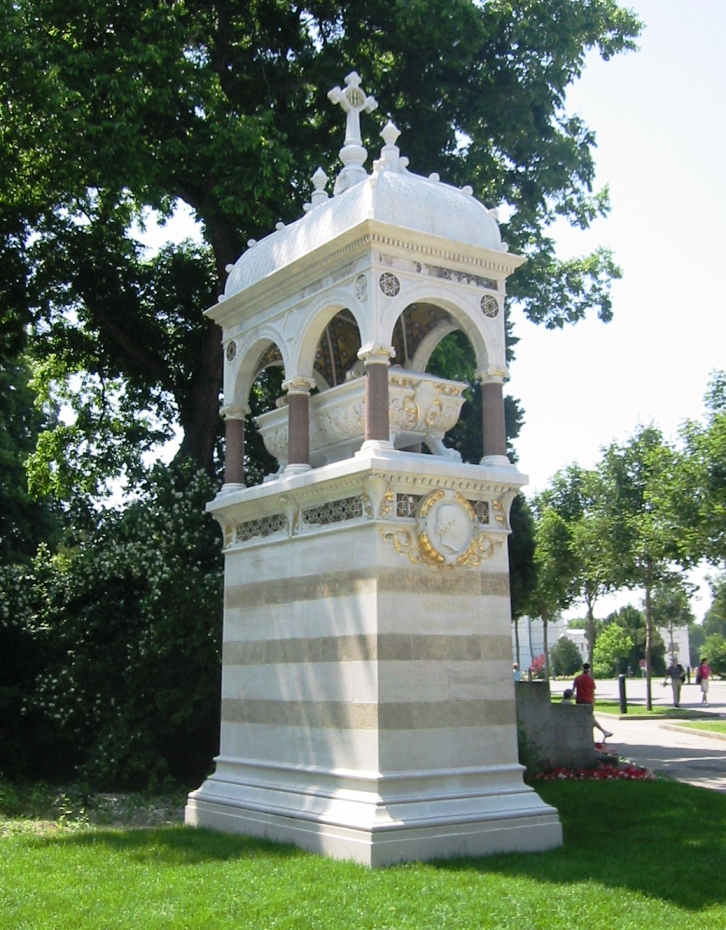
Карл Риттер
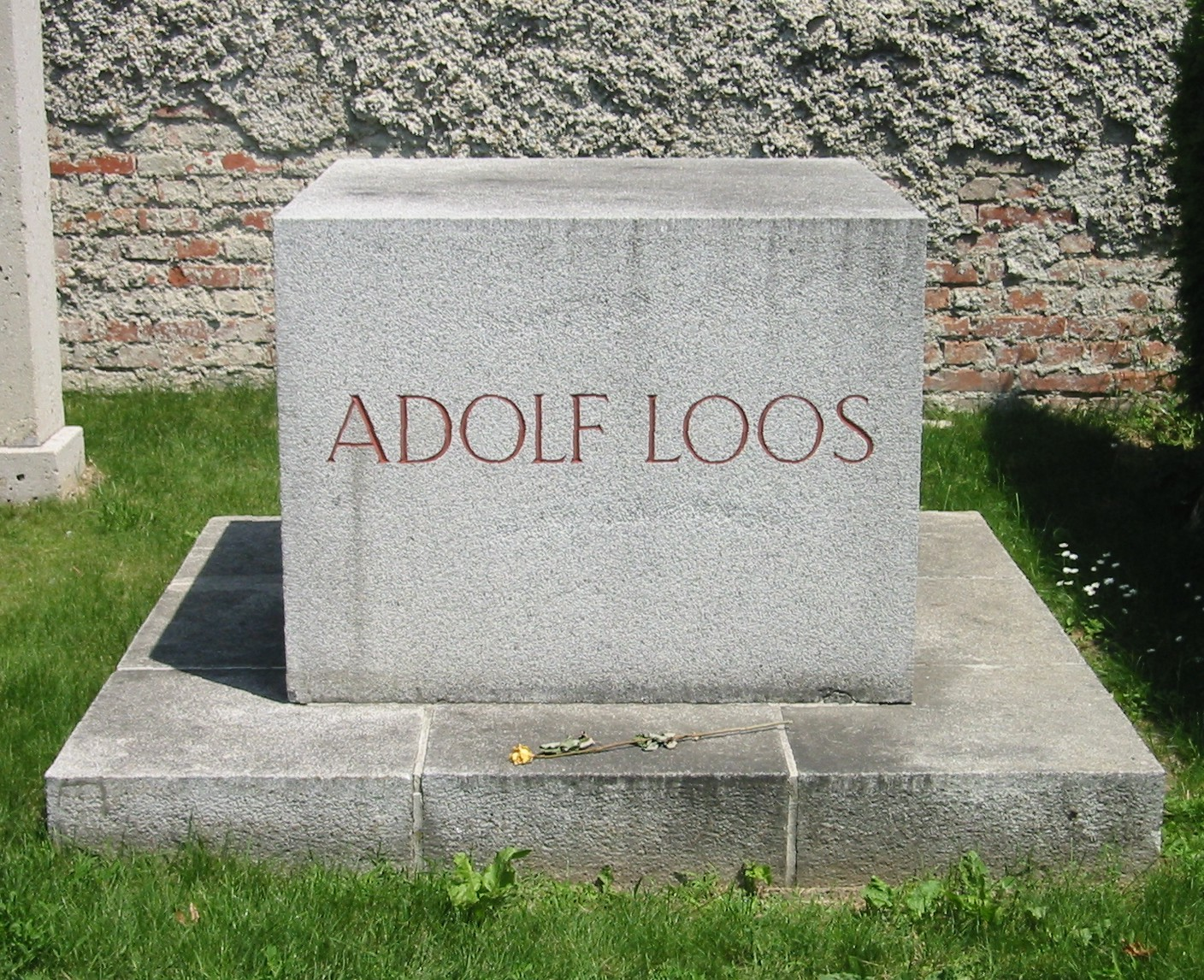
Адольф Лоос
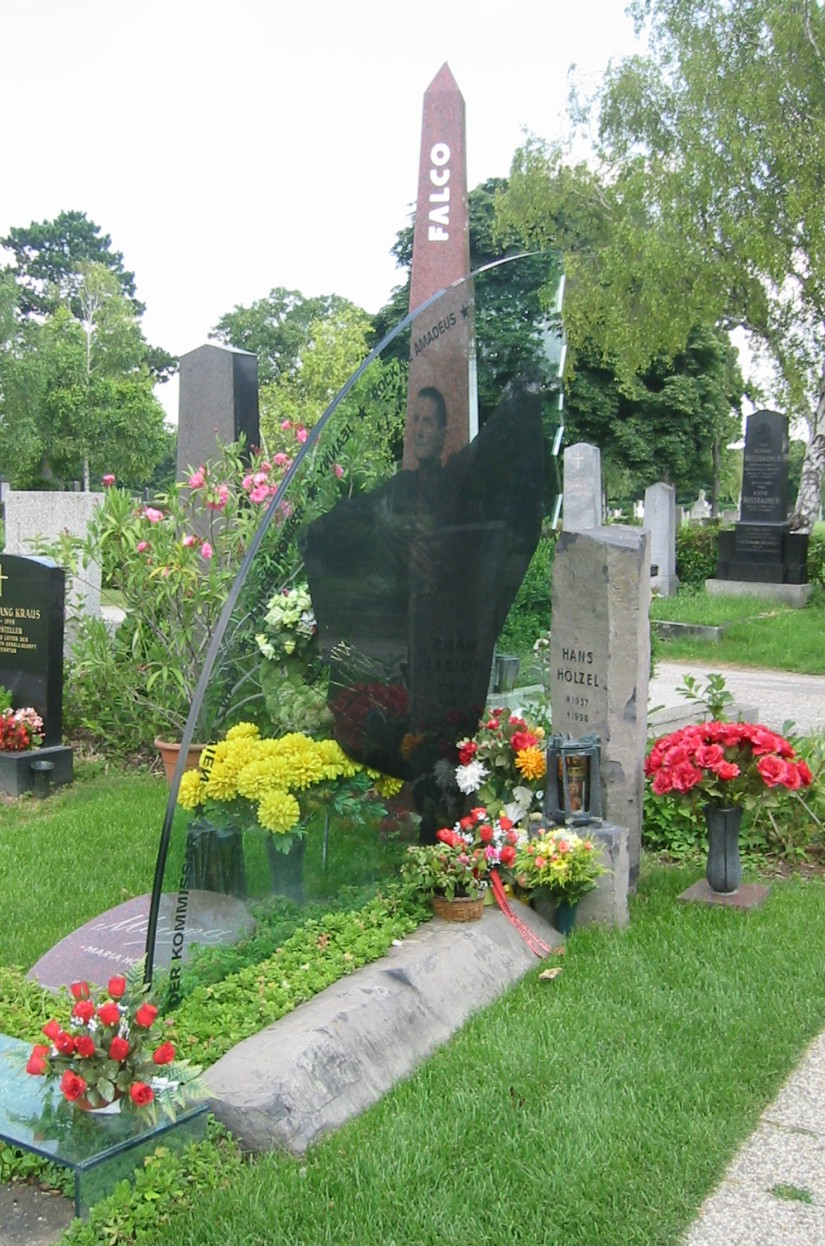
музыкант Фалько
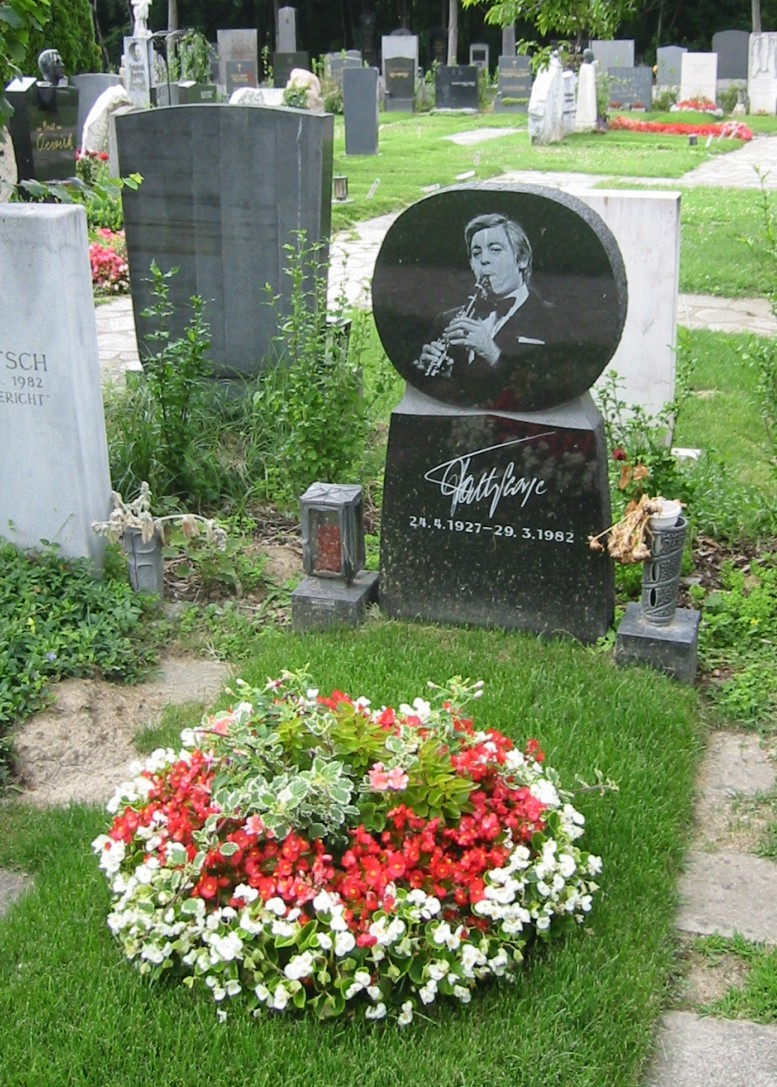
Фатти Георг
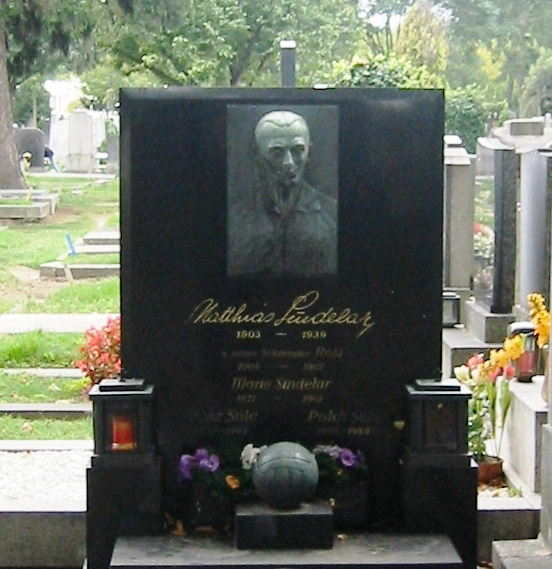
Маттиас Синделар
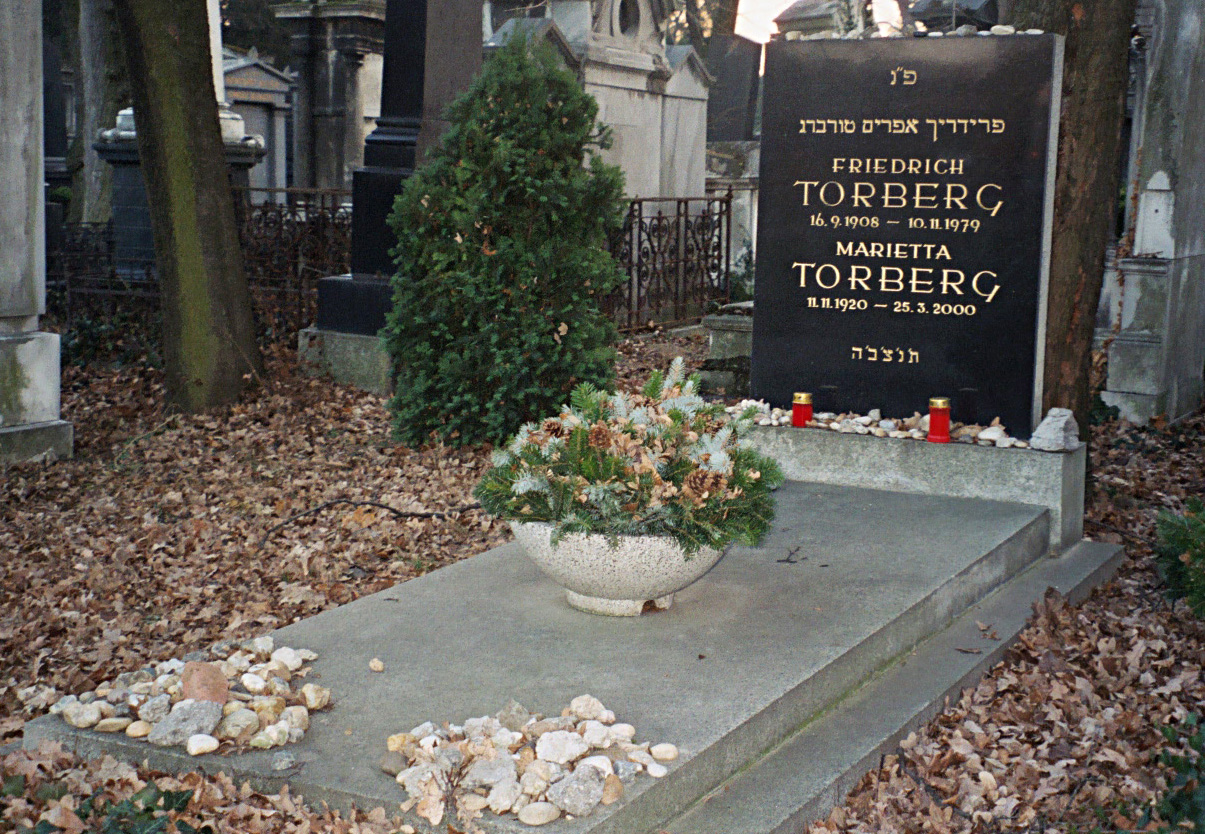
Фридрих Торберг
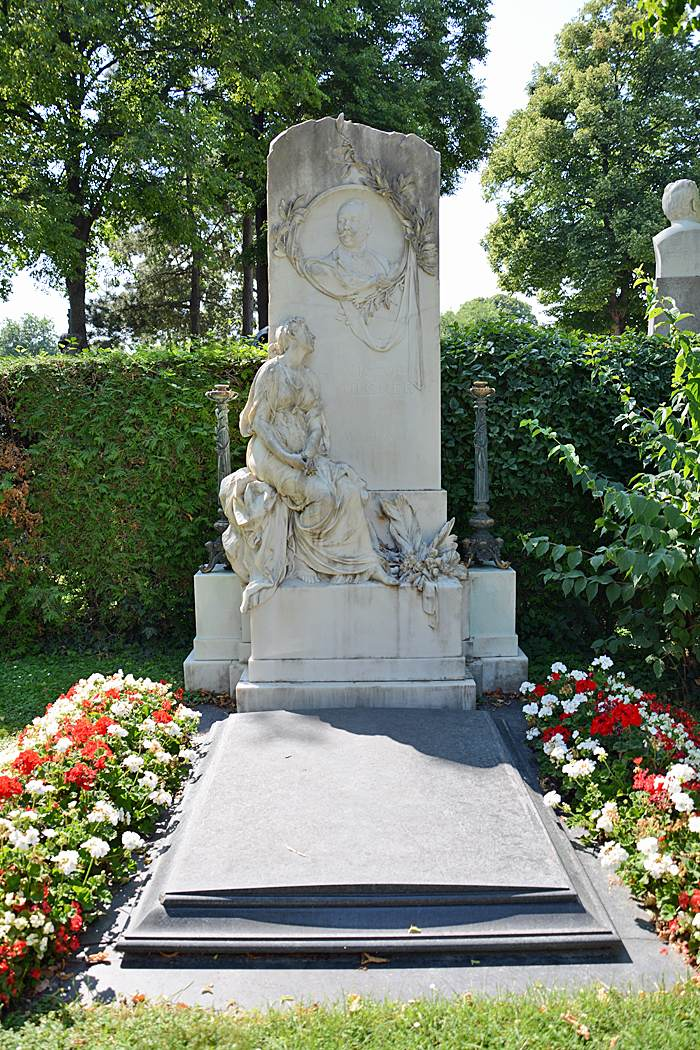
Виктор Тилгнер
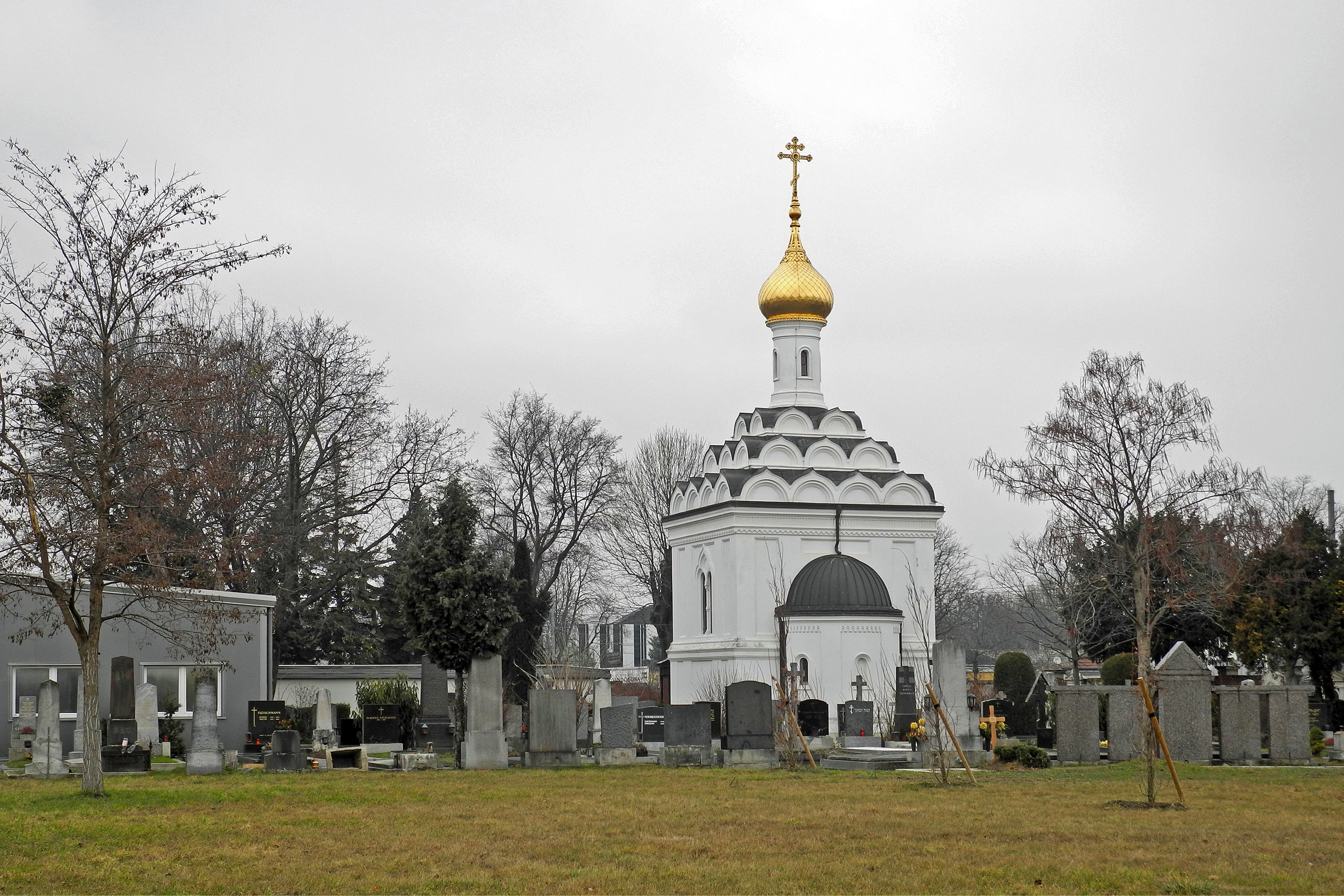
Церковь Лазаря Четверодневного